# Autostrada Černo More
L'autostrada A5 Černo More (in bulgaro Aвтомагистрала "Черно море"?, Avtomagistrala "Černo more") è un'autostrada situata nella Bulgaria orientale che, secondo i progetti, dovrebbe collegare Varna a Burgas, ma di cui al 2024 sono stati realizzati solo 10 km su 103. 
Una volta completata farà parte dell'anello autostradale che unisce Sofia, Burgas e Varna, costituito dalle altre autostrade Trakija (A1) e Hemus (A2). 
La costruzione dovrebbe riprendere nel 2025, con il completamento del tratto restante che si prevede concluso entro il 2030. Il progetto è stato rivisto dall'API (Agenzia Infrastruttura Stradale) e l'autostrada dovrebbe partire da Slanchevo, comune di Aksakovo, intersecandosi con l'A2 Hemus, a circa venti chilometri da Varna, e non dal Ponte di Asparuhov, com'era previsto nel progetto iniziale. Pertanto il tratto di dieci chilometri già costruiti sarà accessorio esclusivamente al collegamento di Varna, e si unirà al percorso nuovo nel comune di Avren.
L'autostrada fa parte del Corridoio paneuropeo VIII. Il suo nome è dovuto alla denominazione locale del Mar Nero, di cui dovrebbe seguire la costa.